# Blackworm
Blackworm（ブラックワーム）は、電子メールの添付ファイルなどから感染するワームの一種である。2006年1月17日に発見された。
このウイルスは、感染したコンピュータがメールを大量に送信し、感染したコンピュータが毎月3日にPDF、Excel、Word、ZIPなどの特定のファイルを破壊する。アンチウイルスソフトウェアのデータを破壊し作動しないようにされるように作られていた。発見されてから最初の2月3日に、爆発的な感染の可能性があるとしてコンピュータセキュリティの専門家やアンチウイルスソフトウェアを作っている会社は、5日まで警戒するようアドバイスした。
2006年4月19日の時点で、感染数は、250万台を越えている。
海外のサイトなどで、「あなたのパソコンはブラックウォームに感染する可能性があります」というような詐欺まがいの広告が表示されることがある（WinAntiVirusPro）。